# Schrimpf Kogel
Schrimpf Kogel är en bergstopp i Österrike.   Den ligger i distriktet Leoben och förbundslandet Steiermark, i den östra delen av landet, 160 km sydväst om huvudstaden Wien. Toppen på Schrimpf Kogel är 2 006 meter över havet.
Terrängen runt Schrimpf Kogel är kuperad åt nordväst, men åt sydost är den bergig. Runt Schrimpf Kogel är det ganska tätbefolkat, med 52 invånare per kvadratkilometer.. Närmaste större samhälle är Trieben, 15,0 km nordväst om Schrimpf Kogel. 
I omgivningarna runt Schrimpf Kogel växer i huvudsak blandskog.